# Musique à Baltimore

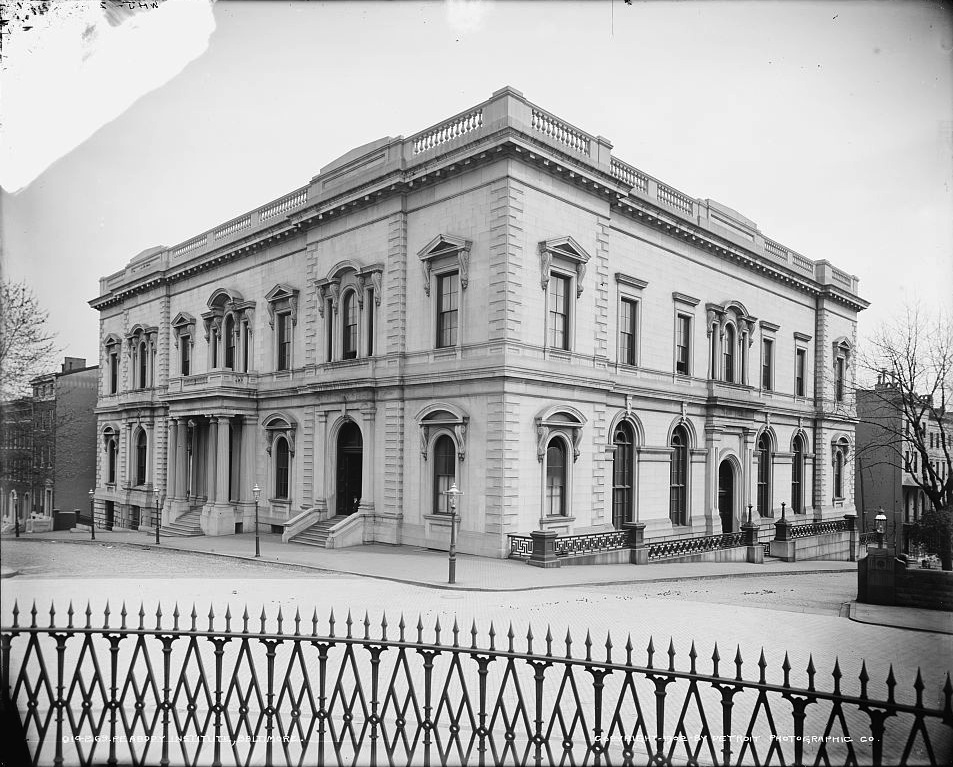
Le Peabody Institute, vers 1902.

Baltimore a beaucoup contribué à la musique de l'État du Maryland. Une partie des grandes lignes de cette histoire se sont écrites au Concordia Hall et au Lyric Opera House, qui abrite l'opéra de Baltimore et d'autres grandes troupes du spectacle.

## Histoire

### Avant 1800
L'histoire de la musique locale de Baltimore peut être retrace jusque 1784 lorsque les concerts faisaient de la publicité dans les journaux locaux. La programmation des concerts proposaient des représentations d'Alexander Reinagle et de Raynor Taylor mais aussi de compositeurs européens comme Frantisek Kotzwara, Ignaz Pleyel, Carl Ditters von Dittersdorf, Giovanni Battista Viotti ou Johann Sebastian Bach.
L'opéra arriva pour la première fois dans la ville en 1752 avec The Beggar's Opera qui fut interprété par une compagnie itinérante. Il fut rapidement suivi par La serva padrona de Giovanni Battista Pergolesi, la première représentation américaine de ce spectacle. En 1772, se joua Comus de John Milton, interprété par la compagnie américaine de Lewis Hallam. Elle fut rapidement suivie par la création du premier théâtre de la ville, fondé par Thomas Wall et Adam Lindsay de la compagnie des comédiens du Maryland. Cette compagnie joua un peu à Baltimore jusqu'au début des années 1790 lorsque la compagnie de Philadelphie d'Alexander Reinagle et Thomas Wignell commença à dominer la scène avec leur Holliday Street Theater.
Des écoles de chants apparurent également à cette époque. Communes en Amérique du Nord avant la Guerre d'indépendance des États-Unis, elles ne se sont établies dans la ville qu'en 1789. Ces écoles étaient tenues par des instructeurs connus comme Maîtres ou Maîtres de chant et étaient itinérantes. Ils donnaient surtout des cours et des techniques utilisés dans les chorals religieuses. La première école, fondée dans la maison de justice en 1789 par Ishmael Spicer qui accueillera comme étudiante John Cole.

#### Édition

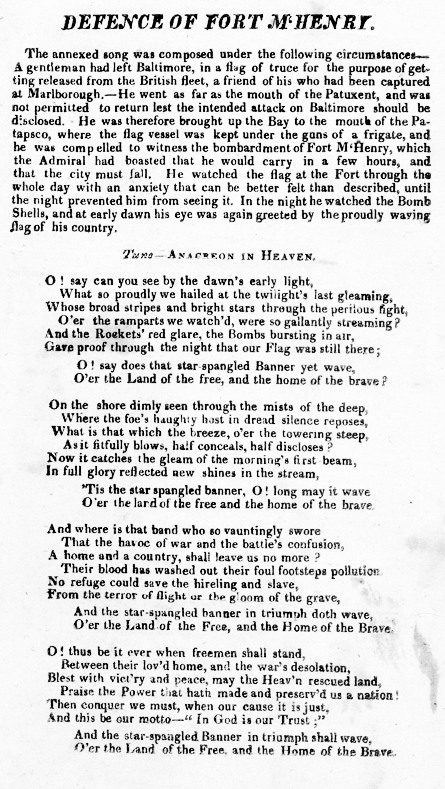
Une des deux dernières copies survivantes de 1814 du The Star-Spangled Banner.

La première publication d'un livre de musique au Maryland en 1792 était le 'Baltimore Collection of Sacred Music. Il contenait essentiellement des hymnes. En 1794, Joseph Carr ouvrit un magasin de musique à Baltimore avec ses fils Thomas et Benjamin qui dirigèrent des magasins à New York et Philadelphie. La firme The Carrs aura beaucoup de succès au début du XIXe siècle. La compagnie fut ainsi la première compagnie à publier les pages de musique de "The Star-Spangled Banner" en 1814. La compagnie publia des musiques en provenance d'Europe tout comme celles d'américains comme James Hewitt et Alexander Reinagle. La plupart de ces musiques étaient rassemblées dans le Musical Journal for the Piano Forte qui eut cinq volumes et fut la plus grande collection de musiques anciennes du pays,.
À la fin du XVIIe siècle, des américains comme William Billings ont établi un nouveau style vocal différent des traditions européennes. John Cole était un important publieur et collectionneur de musique, connu pour sa vue pro-européenne de la musique américaine, il dénigrait ces nouvelles techniques comme le fugue.
Cole continua  à publier jusque 1842 avant d'ouvrir sa propre école de musique. Baltimore accueillait également d'autres publieurs de musique comme Wheeler Gillet qui appréciait le style européen comme Cole et Samuel Dyer qui appréciait plutôt les musiques américaines. Les livres publiés contenaient à l'époque les notes d'instructions et diverses techniques d'enseignement.

### XIXesiècle

#### Musique afro-américaine
Durant le XIXe siècle, le Maryland possédaient une des populations les plus importantes d'afro-américains non soumis à l'esclavage avec 20 % du total de ceux-ci. Baltimore était ainsi le centre de l'industrie et de la culture afro-américaine. Certains d'entre eux étaient écrivains et les églises afro-américaines étaient très nombreuses. Beaucoup d'organismes aidaient les nécessiteux avec de la nourriture, des vêtements ou du travail bénévole. La "first instance of mass black assertiveness après la guerre de Sécession" du pays eut lieu à Baltimore en 1865 après le rassemblement de Independent Order of Odd Fellows sur la place de Battle Monument pour fêter l'anniversaire de la Emancipation Proclamation.
D'autres célébrations afro-américaines se firent cinq ans plus tard pour fêter le droit de vote garanti par le Quinzième Amendement. De nombreux groupes musicaux jouèrent.

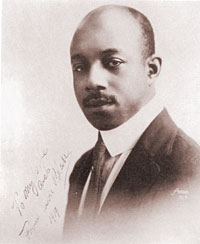
Eubie Blake.

Eubie Blake, né à Baltimore en 1883, devint musicien très jeune. Il travailla à ce métier dans un hôtel tenu par Aggie Shelton. Il perfectionna son style d'improvisateur au piano et réalisa le titre "The Charleston Rag" en 1899. Avec d'autres compositions de ce style, Blake venait de lancer à la fin des années 1890 le style connu sous le nom de stride style. Sa technique était caractérisée par le jeu de syncopation avec sa main droite et avec un steady beat avec la gauche. Il devint un des plus célèbres joueurs de ragtime de la côte orientale du pays en jouant avec des artistes de cabarets comme Mary Stafford et Madison Reed.

##### Musique d'église
Les églises afro-américaines de l'état proposaient de nombreuses activités musicales, éducationnelles et politiques. Beaucoup d'artistes afro-américains débutèrent dans des églises comme Anne Brown, Marian Anderson, Ethel Ennis et Cab Calloway au début du XXe siècle. Les organistes avaient une place très importante dans ces églises de Baltimore et certains d'entre eux comme Sherman Smith, Luther Mitchell et Julia Calloway gagnèrent une certaine notoriété. Des formations musicales y étaient données comme dès le début des années 1870 avec la St. Francis Academy.

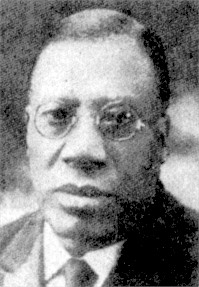
Charles Albert Tindley

Charles Albert Tindley (en), né en 1851 à Berlin (Maryland, États-Unis), devint le premier compositeur important de musique gospel. Ce style de musique spirituel était un mélange de traditions africaines, de musiques religieuses et de musique folk. Adulte, il devint un prêtre itinérant dans les églises du Maryland, du Delaware et du New Jersey avant de s'installer comme pasteur à Philadelphie. Il y ouvrit une grande église nommée Tindley Temple United Methodist Church.

#### Édition
Bien que John Cole et les Carrs fussent les premiers grands publieurs de musique de la ville, la cité avait une forte et riche tradition de publication notamment grâce à la compagnie A. Hoen & Co. qui était une des entreprises de lithographie les plus importantes de l'époque. De nombreuses publications furent ainsi illustrées avec cette technique révolutionnaire pour l'époque. Les autres publieurs de l'époque se nommaient George Willig, Arthur Clifton, Frederick Benteen, James Boswell, Miller and Beecham, W. C. Peters, Samuel Carusi et G. Fred Kranz.
Peters était connu au niveau national. Il établit une société à Baltimore en 1849. Ses fils le rejoignirent et formèrent la compagnie W. C. Peters & Co.. Il publia la Baltimore Olio and Musical Gazette qui contenait des informations sur les concerts, des cours, des essais et des musiques. Le pianiste et compositeur Charles Grobe faisait, entre autres, partie des contributeurs de la gazette.

#### Représentations
Les théâtres Holliday Street Theatre et Front Street Theatre accueillirent de nombreuses productions locales mais aussi des compagnies en tournée. Après la guerre de Sécession, de nombreux nouveaux théâtres apparurent comme l'Academy of Music, le Ford's Grand Opera House et le Concordia Opera House.
Ford's était probablement le plus enclin au succès en abritant pas moins de 24 compagnies théâtrales différentes. À la fin du siècle, le New York Theatrical Syndicate commença à dominer l'industrie à travers la région et Baltimore devint un rendez-vous moins régulier pour les compagnies itinérantes.

#### Fabriques d'instruments

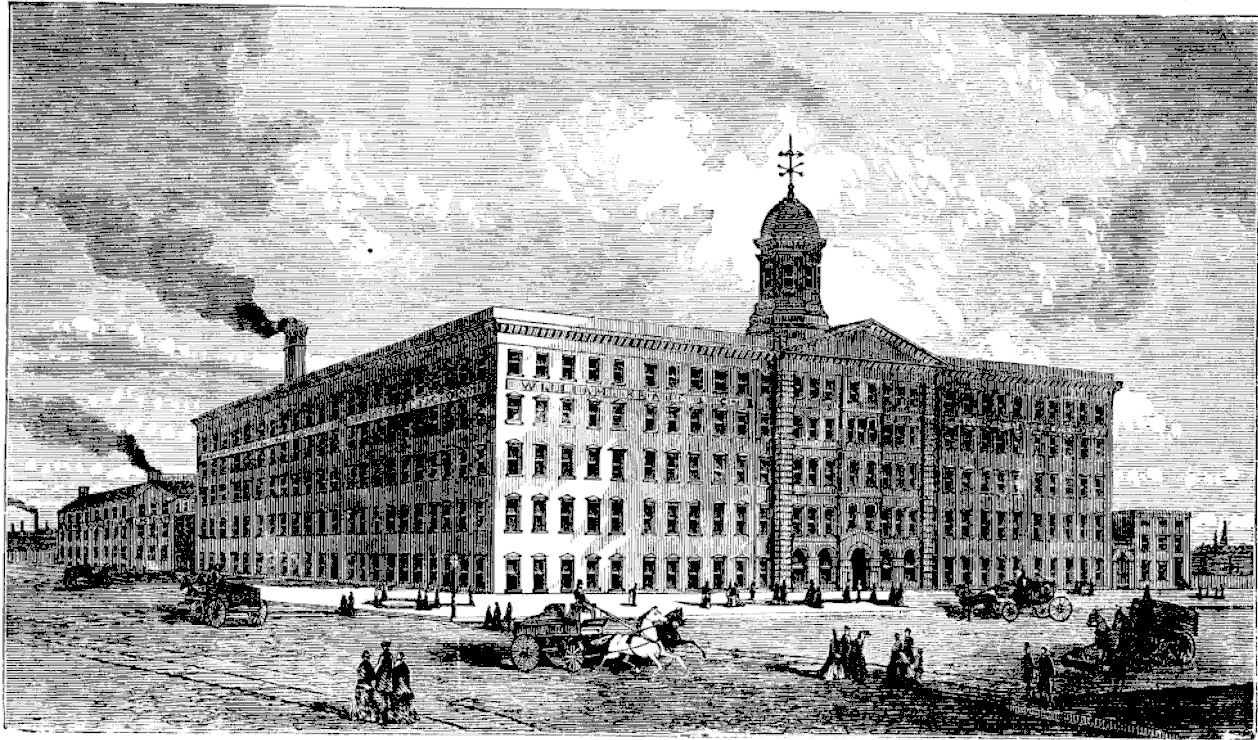
Entreprise de Piano Wm. Knabe & Co. en 1873.

Baltimore était également la ville qui accueillait les entreprises de fabrications de pianos de William Knabe et Charles Steiff. Knabe immigra aux États-Unis en 1831 et créa la société avec Henry Gaehle en 1837. Il commença à produire des pianos en 1839. La compagnie devint très reconnue à travers tout le pays et dominait le secteur sur le marché du sud du pays. La compagnie fut victime d'un incendie et la guerre de Sécession fit chuter la demande en pianos dans le sud du pays. Néanmoins, à la fin du siècle, ses deux fils Ernest Knabe et William Knabe firent de la société à nouveau un leader dans son domaine. Ils construisirent des magasins dans l'ouest et dans le nord du pays et inventèrent de nouveaux designs qui firent de Knabe & Co., le troisième fabricant du pays. La renommée des pianos fit que le gouvernement japonais choisit la société comme fournisseur de ses écoles en 1879. Après le décès des deux frères, la société devint publique. Au XXe siècle, la société fut absorbée dans d'autres corporations et les pianos sont aujourd'hui fabriqués par le fabricant coréen Samick.
Heinrich Christian Eisenbrandt, un allemand immigré à Baltimore en 1819, commença à fabriquer des instruments à vent comme des flûtes, des clarinettes ou des tambours. Celui-ci possédait deux brevets pour des améliorations sur des instruments. Ses flûtes et ses clarinettes ont remporté une médaille d'argent à la grande exposition de Londres de 1851. Le Smithsonian Institution possède une des clarinettes d'Eisenbrandt. Le Shrine to Music Museum de l'University of South Dakota possède un tambour et plusieurs clarinettes de celui-ci. Eisenbrandt décéda en 1861, et son fils, H. W. R. Eisenbrandt, continua l'affaire jusque 1918.

#### Musique classique
Le Peabody Orchestra, formé en 1866, était le premier orchestre professionnel de Baltimore. L'orchestre joua de nombreuses œuvres dès ses premières années comme celles du compositeur danois Asger Hamerik qui devint ensuite directeur de l'orchestre.
Ross Jungnickel fonda le Baltimore Symphony Orchestra avant 1890 alors que le Peabody Orchestra cessa d'exister. L'orchestre resta jusque 1899.
Des compagnies itinérantes  jouèrent les opéras  Norma, Faust et La sonnambula avec des artistes comme Jenny Lind, Marcella Sembrich et Clara Kellogg. Parmi les compagnies extérieures à Baltimore, il existait le Chicago Lyric Opera et le Metropolitan Opera.
Au début du XIXe siècle, Baltimore vit apparaître des chorals notamment grâce à des immigrants allemands. Ces chorals facilitèrent l'entrée dans l'enseignement de la musique dans les écoles publiques de la ville. Le Baltimore Oratorio Society et le Liederkranz étaient les plus importantes associations de choral. Elles restèrent au XXe siècle au travers d'organisations comme Bach Choir, Choral Arts Society, Handel Society et Baltimore Symphony Chorus.

#### Éducation

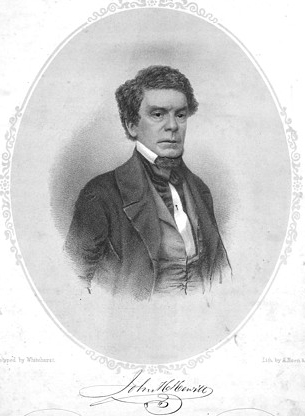
John Hill Hewitt

Les écoles de chants étaient rares dans la ville jusque dans les années 1830. On trouvait ainsi deux institutions importantes: The Academy, établie en 1834 par Ruel Shaw et le Musical Institute, fondée par John Hill Hewitt et William Stoddard. Les institutions devinrent rapidement des rivales et eurent toutes deux des succès.
Alonzo Cleaveland fonda également la Glee School durant cette période favorable pour le chant. L'arrivée en 1843 de la musique dans le écoles publiques en 1843 sonna le début du déclin des écoles privées de chants. En réponse à la demande croissante de publications musicales dans les écoles, les maisons de publications offrirent des collections de musiques évangéliques.

### XXesiècle
Au milieu du XXe siècle, les médias de la ville étaient constitués de Chuck Richards, une personnalité populaire de la radio afro-américaine WBAL et Buddy Deane. On y trouvait un show populaire dans la même veine qu'American Bandstand, qui était un symbole iconique de la musique populaire de la ville.

#### Musique classique

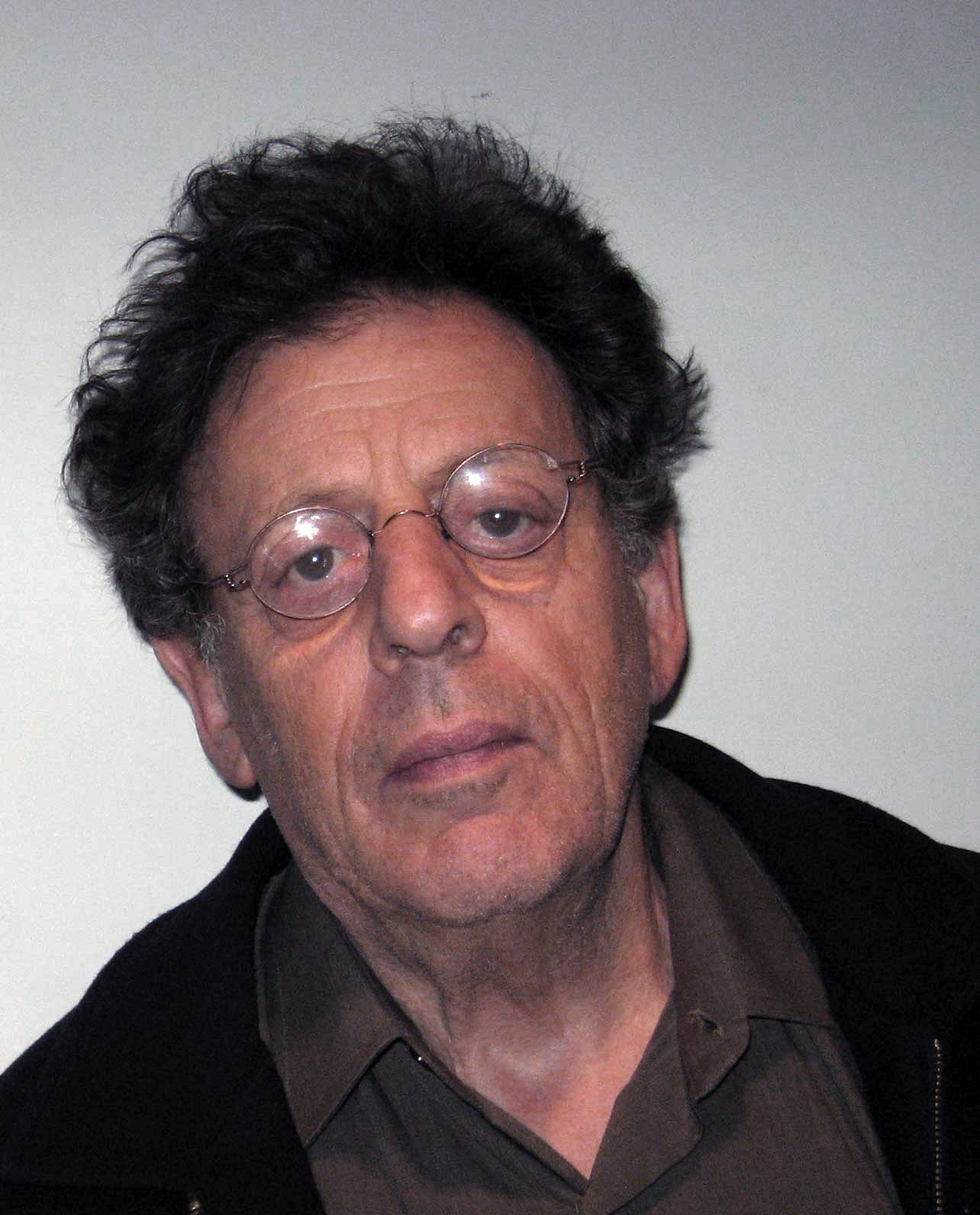
Philip Glass.

La plupart des grandes compagnies musicales de la ville furent fondées par des musiciens provenant du conservatoire du Peabody Institute comme la Baltimore Choral Arts, la Baltimore Opera Company (BOC), et le Baltimore Symphony Orchestra (BSO). Ces compagnies possédaient une excellente réputation et proposaient de nombreux spectacles tout le long de l'année.
Baltimore a produit nombre de compositeurs modernes de musique classique comme Philip Glass. Glass grandit dans les années 1940, travaillant dans le magasin de musique de son père à l'est de Baltimore et vendant des tubes afro-américains alors connus sous l'appellation  race music. Il fut exposé au jazz et au blues de Baltimore.

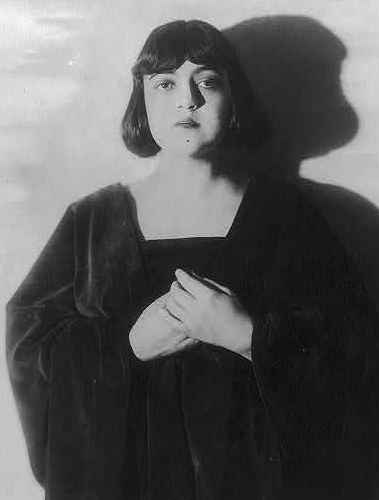
Rosa Ponselle, le premier directeur artistique du Baltimore Opera Company.

Bien que la création de la Baltimore Opera Company puisse remonter à 1924 par la création de la Martinet Opera School, le vrai début de l'opéra remonte à 1950, avec la soprano Rosa Ponselle comme directeur artistique. La compagnie se modernisa ensuite en recevant des fonds de la Ford Foundation (qui fit également des dons à d'autres opéras dans d'autres villes comme Louisville dans le Kentucky). Cela permit de mener à la professionnalisation et à la stabilisation des programmes à chaque saison. En 1976, la compagnie interpréta Inês de Castro lors du bicentenaire américain, composé par Thomas Pasatieri avec le libretto Bernard Stambler. L'opéra eut un grand succès,.
L'orchestre symphonique de Baltimore fut remplacé par le Florestan Club, qui était composé de l'auteur H. L. Mencken. Le club permit à l'orchestre de devenir le premier orchestre du pays à être financé par une municipalité.
Le Baltimore Symphony Orchestra réformé commença en 1916, sous la direction de Gustav Strube jusque 1930. En 1942, l'orchestre fut réorganisé en tant qu'institution privée sous la direction de Reginald Stewart qui dirigeait également le Peabody. Les membres de l'orchestre étaient en partie payés par le conservatoire du Peabody. L'histoire moderne de l'orchestre débuta en 1965 sous la direction de Joseph Meyerhoff et de Sergiu Comissiona. Le BSO devint le leader de l'état dans Maryland. Meyerhoff et Comissiona établirent une programmation plus régulière et plus professionnelles. Sous la direction musicale suivante de David Zinman, l'orchestre enregistra pour de gros labels musicaux et fit des tournées internationales et même en URSS.
La Baltimore Chamber Music Society, fondé par Hugo Weisgall et Rudolph Rothschild en 1950, est à la base d'œuvres renommées et est également connu pour des concerts controversés. L'orchestre féminin Baltimore Women's String Symphony Orchestra était conduit par Stephen Deak et Wolfgang Martin de 1936 à 1940 à un moment où les femmes ne pouvaient pas entrer dans le Baltimore Symphony Orchestra bien qu'elles fussent acceptées dans le Baltimore Colored Symphony Orchestra.
Au début du XXe siècle, Baltimore accueillait de nombreuses institutions de musique Américano-africaine. Inspiré par A. Jack Thomas, qui fut conducteur de groupes afro-américains financés par la municipalité, Charles L. Harris mena le Baltimore Colored Chorus et le Baltimore Colored Symphony Orchestra de 1929 à 1939 jusqu'à ce qu'une grève conduise à la dissolution de la compagnie.
Thomas fut l'un des premiers meneur de groupes de musique noire de l'US Army. Il fut directeur du département de musique du Morgan College et de l'institut inter-race de Baltimore Aeolian Institute pour la formation de niveau supérieur en musique. Charles L. Harris, en tant que leader du Baltimore Colored City Band, se produisait à travers la ville de Baltimore lors d'évènements. Certains de ses musiciens jouaient dans des clubs de jazz. Le jazz était néanmoins encore interdit pour la troupe par le directeur de musique municipale Fred Huber.
Après la Seconde Guerre mondiale, William Marbury, alors président du comité du Peabody Institute débuta le processus d'intégration de l'institution en y faisant entrer des artistes afro-américains bien vus comme Anne Brown et Todd Duncan. Duncan a été le premier noir à jouer pour le New York City Opera alors qu'A. Jack Thomas devint le premier afro-américain a diriger le Baltimore Symphony Orchestra. L'intégration des afro-américains fut ainsi effective réellement en 1949 avec le support du maire Howard W. Jackson. Paul A. Brent, gradué en 1953, fut le premier diplômé à sortir de l'institut. Il fut suivi par Audrey Cyrus McCallum qui fut la première à entrer à l'école préparatoire de l'institut. L'intégration se poursuivit petit à petit dans le domaine de la musique jusque 1966 lors de la réunion des musiciens blancs et noirs pour former la Musicians' Association of Metropolitan Baltimore.

#### Musique populaire afro-américaine
Au niveau de la musique populaire au XXe siècle, Baltimore fut un centre important pour le développement du ragtime sur la côte Est avec des interprètes célèbres comme Eubie Blake.
Par la suite, Baltimore devint un centre du jazz et accueillit des légendes du domaine comme Chick Webb et Billie Holiday. La scène de jazz remonte au début des années 1900. Baltimore possédait déjà une tradition musicale afro-américaine riche,.
Baltimore a également produit The Orioles, une des plus influents groupes de doo-wop de l'époque.
La Pennsylvania Avenue (souvent surnommé The Avenue) et la Fremont Avenue accueillaient de nombreux artistes noirs dans les années 1920 à 1950 dont Eubie Blake et Noble Sissle. De nombreux artistes originaires d'autres régions passaient par Baltimore durant leurs tournées. La vie nocturne de ces avenues était reconnue, bien que musique y côtoyât souvent la violence et la prostitution. La scène principale pour ses artistes venant d'ailleurs était le Royal Theatre. Certaines scènes n'acceptaient pas d'artistes afro-américains et des boycotts de ceux-ci par la population locale virent le jour. L'avenue était également le centre culturel et économique de la population afro-américaine. On y trouvait des écoles, des églises et des théâtres. L'avenue possédait également des boîtes de nuit et le Penn Hotel, construit en 1921, qui fut le premier hôtel dirigé par un noir dans la ville. Même les bars possédaient en général un pianiste qui jouait en solo. Le premier club à se spécialiser dans le jazz fut le Club Tijuana. On trouvait également comme clubs à cette époque le Ike Dixon's Comedy Club, le Skateland, le Gamby's, le Wendall's Tavern, le New Albert Dreamland, le Ritz, et le Sphinx Club,. Ce dernier ouvrit ses portes en 1946 et fut fondé par l'homme d'affaires local Charles Phillip Tilghman.

##### Eubie Blake et Noble Sissle
Eubie Blake était un des principaux musiciens de ragtime de la côte Est des États-Unis. Reconnu pour son style particulier au piano, il permit à la ville de se faire une place dans le domaine auprès de Philadelphie et de Washington D.C.. Il partit ensuite en 1902 pour New York afin de jouer à l'Academy of Music. Il revint ensuite à Baltimore pour jouer au The Saloon et joua ensuite au Annie Gilly's sporting house avant de participer à des concerts nationaux de pianos.
En 1915, Blake travailla au River View Park avec l'artiste Noble Sissle qui devint ensuite son partenaire pour la rédaction des chansons. Leur première collaboration fut dans "It's All Your Fault", interprétée par Sophie Tucker au Maryland Theater. Leur succès grandit rapidement et ils réalisèrent de nombreuses chansons connues à travers tout le pays comme "Baltimore Buzz", "Gypsy Blues" et "Love Will Find a Way". En 1921, le duo reçut des acclamations du public pour leur chanson Shuffle Along, la première chanson afro-américaine de jazz à atteindre Broadway. Cela joua un rôle de tremplin au niveau national pour le style de musique afro-américaine. Lorsque Shuffle Along fut interprété au Ford's Theater de Baltimore, Blake dut se battre pour réserver une place pour sa mère car la salle connaissait une ségrégation raciale.

##### Jazz

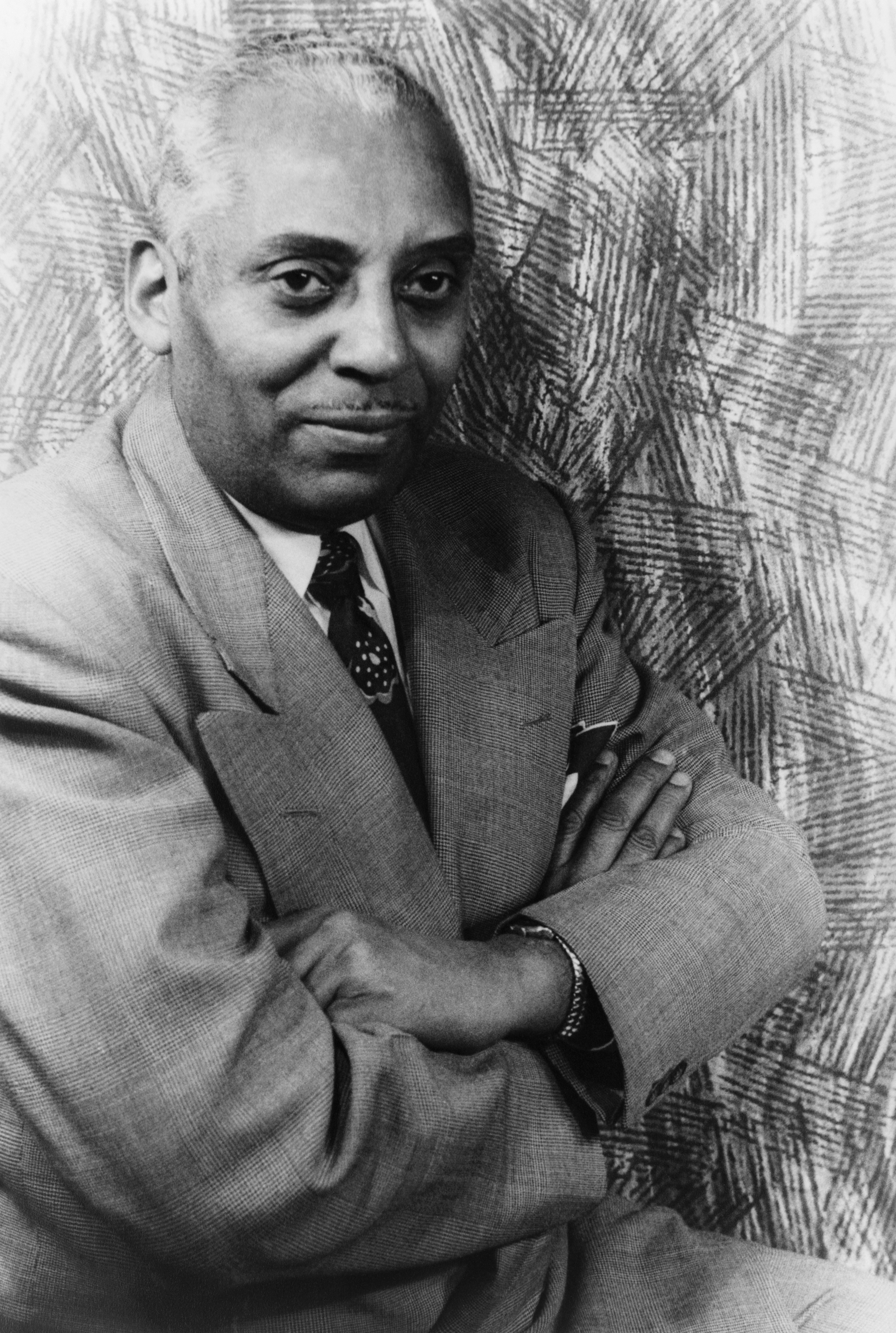
Noble Sissle

Baltimore avait développé une scène de jazz en 1917. Le jazz se jouait dans les rues de la ville et notamment au niveau du quartier de  The Block.
Le premier groupe à se donner exclusivement l'étiquette de jazz était conduit par John Ridgely et se nommait John Ridgely Jazzers ou Ridgely 400 Society Jazz Band. Le groupe était constitué du pianiste Rivers Chambers. Le groupe fut fondé en 1917 et joua quotidiennement au Maryland Theater dans les années 1920. Les deux plus grands artistes de jazz de l'époque à Baltimore furent Ernest Purviance et Joseph T. H. Rochester qui travaillèrent ensemble en tant que Drexel Ragtime Syncopators et inventant un pas de dance appelé "Shimme She Wabble She".
Le Royal Theatre était la scène principale de jazz de la ville. De ce dernier sortit Rivers Chambers qui mena le Royal's band de 1930 à 1937. Chambers jouait plusieurs instruments et il fonda le Rivers Chambers Orchestra après avoir quitté le Royal.

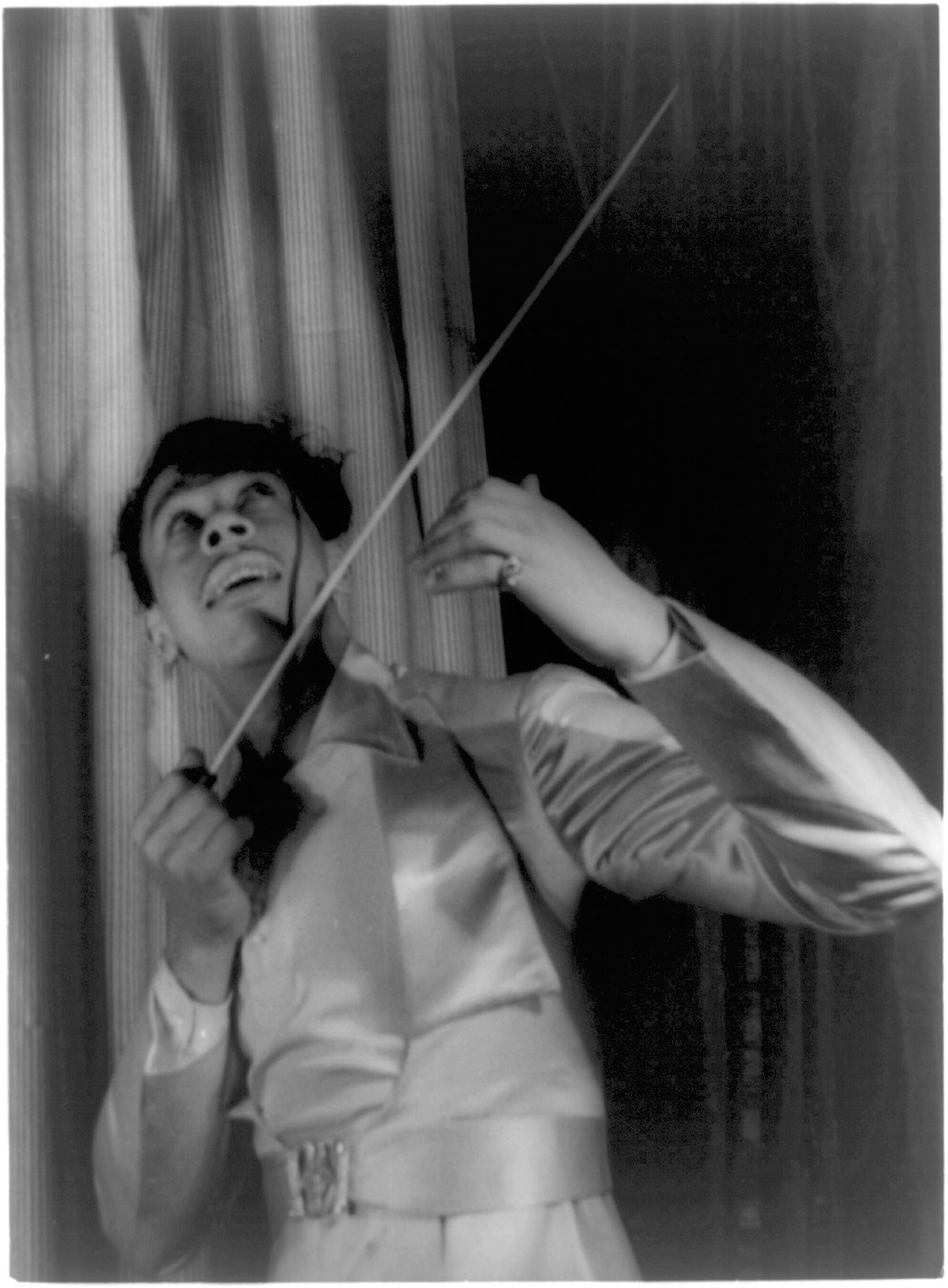
Cab Calloway

Les pionniers du jazz à Baltimore étaient composés de Blanche Calloway, une des premières femmes meneuse d'un groupe de jazz au pays. Elle était la sœur de la légende du jazz Cab Calloway. Comme la majorité des musiciens afro-américains, elle étudia au Frederick Douglass High School.
Baltimore fut aussi la maison de Chick Webb un batteur de jazz qui devint une star dans le domaine.
Dans les années 1950, la Pennsylvania Avenue déclina et la scène de jazz changea dans la ville. La Left Bank Jazz Society qui promouvait le jazz, tint des concerts hebdomadaires en 1965 en accueillant des célébrités comme Duke Ellington et John Coltrane. Les cassettes audio des enregistrements des concerts devinrent légendaires parmi les fans de jazz. Ceux-ci ne furent mises dans le commerce qu'à partir de 2000 à cause de droits d'auteur,.

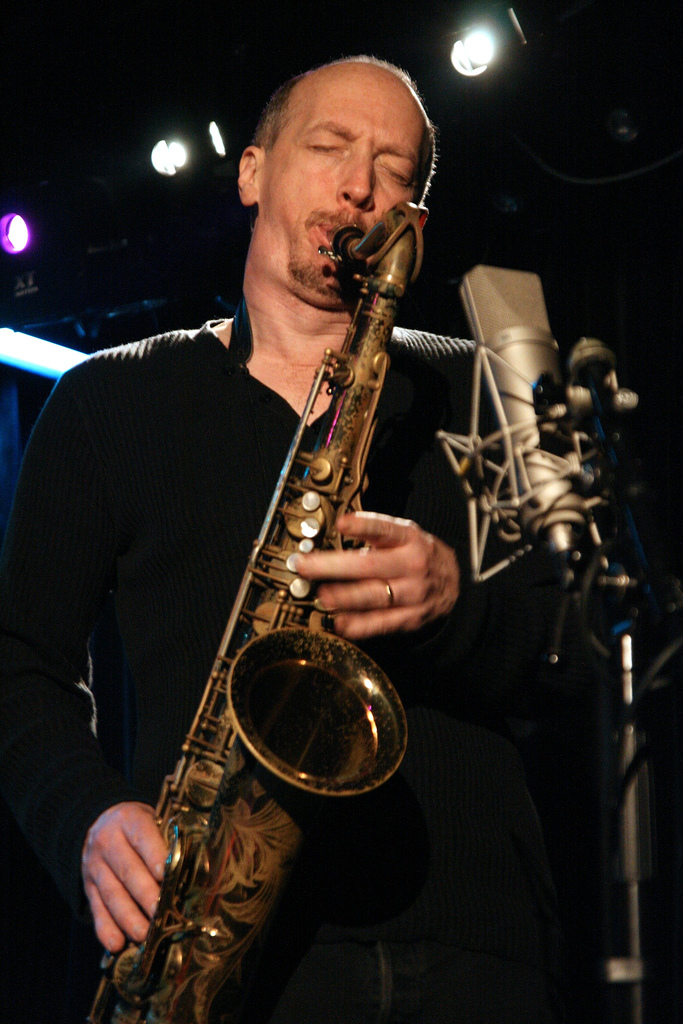
Ellery Eskelin

Baltimore est connue par ses saxophonists de jazz Antonio Hart, Ellery Eskelin, Gary Bartz, Steve Covington, Mark Gross, David Smith, Harold Adams, Gary Thomas et Ron Diehl. Le style de la ville est influencé par le jazz de Philadelphie et par le jazz traditionnel du sud.
Les premiers saxophonistes connus de Baltimore furent Hank Baker, Arnold Sterling, Whit Williams, Andy Ennis, Brad Collins et Carlos Johnson. Le plus célèbre fut toutefois Mickey Fields. Fields débuta dans le groupe The Tilters au début des années 1950. Malgré des demandes, Fields refusa de jouer ailleurs que dans sa région et resta une célébrité locale,. Dans les années 1960, l'instrument Hammond B-3 organ entra dans la scène musicale avec le virtuose Jimmy Smith.

##### Doo-wop
Baltimore accueillit également une scène importante de la musique doo-wop au milieu du XXe siècle avec le groupe The Orioles qui est considéré comme le premier groupe du genre à avoir enregistré commercialement. D'autres groupes apparurent également comme The Cardinals et The Plants.
Certains groupes étaient liés à des gangs de rue comme Johnny Page du groupe The Marylanders, ce qui conduisit à des rivalités. La Pennsylvania Avenue servit de frontière entre les quartiers de East Baltimore et de West Baltimore. Le quartier East Baltimore était à l'origine de The Swallows, The Cardinals, The Sonnets, The Jollyjacks, The Honey Boys, The Magictones et The Blentones tandis que West Baltimore était à l'origine de The Orioles, The Plants, The Twilighters et des The Four Buddies.
The Orioles était le groupe le plus influent. Connu au départ sous le nom The Vibra-Naires, le groupe était mené par Sonny Til lorsqu'il enregistra le titre "It's Too Soon to Know". Le doo-wop aura ensuite une influence sur le style musical du rock and roll. The Orioles va enregistrer jusque 1954 avec des tubes comme "In the Chapel in the Moonlight", "Tell Me So" et "Crying in the Chapel".

#### Punk, rock et scène musicale moderne
La scène punk Harcore de Baltimore resta dans l'ombre de celle de la ville proche de Washington. Elle comporte toutefois les groupes Law & Order, Bollocks, OTR, et Fear of God. Ceux-ci jouèrent dans des bars comme le Marble Bar, Terminal 406 et le lieu illégal Jules' Loft.
Dans les années 1980 ont vu le jour une scène locale de New Wave conduite par les groupes Ebeneezer & the Bludgeons, Thee Katatonix, Alter Legion, et Null Set.

## Média
Les médias dans le domaine de la musique se nomment The City Paper et The Baltimore Sun, et, Music Monthly. La Baltimore Blues Society distribue également des périodiques dans tous les pays. Baltimore accueille également de nombreux organismes bénévoles comme la Left Bank Jazz Society, qui propose des concerts pour promouvoir le jazz à Baltimore. L'organisme Jazz in Cool Places propose quant à lui des concerts dans des lieux architecturaux riches.

## Salles

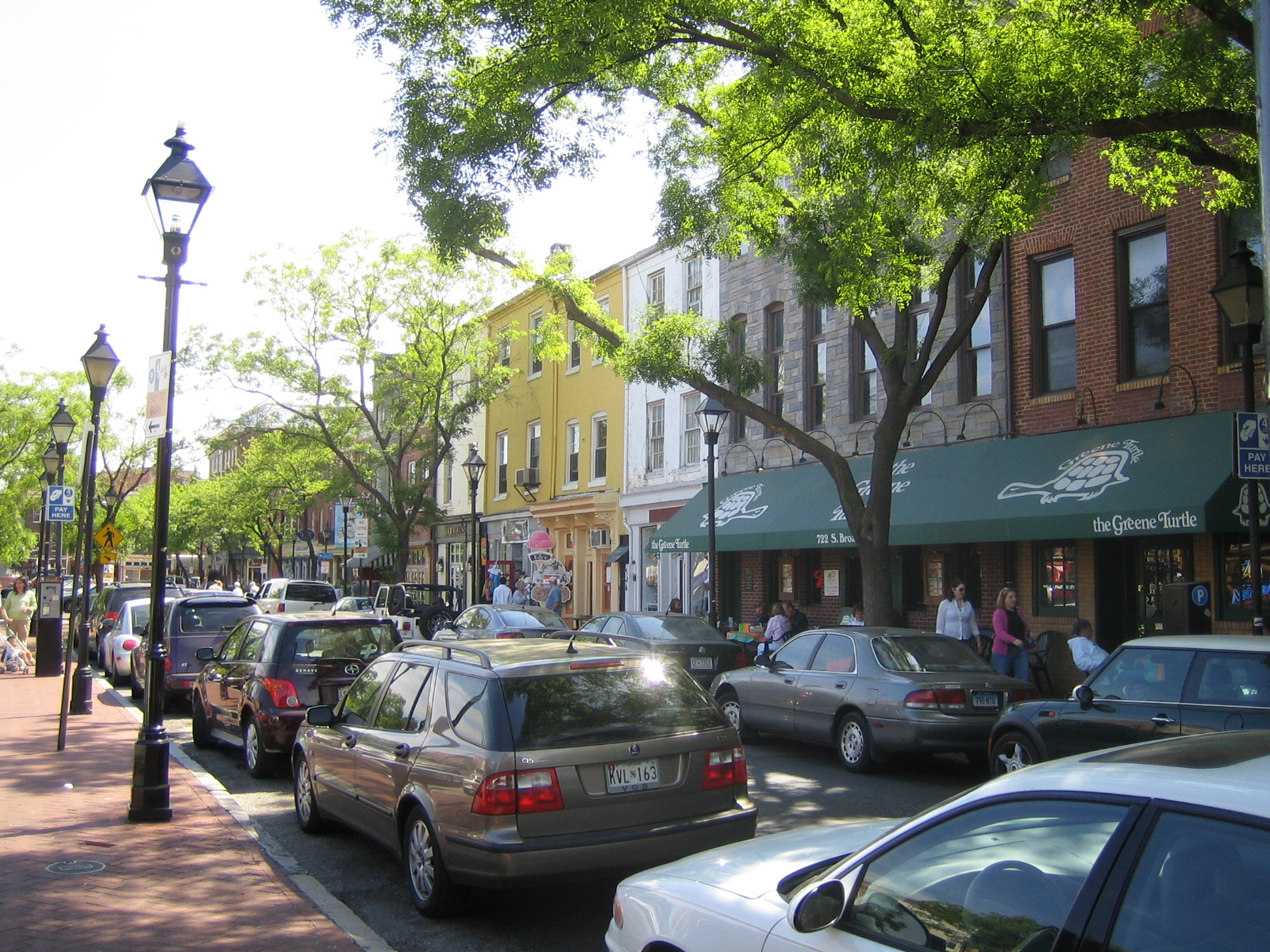
Fells Point, un quartier possédant de nombreux clubs de nuit et salles de concerts.

Beaucoup de salles de musique de la ville se trouvent dans les quartiers de Fells Point et de Federal Hill.
Citons ainsi les Cat's Eye Pub, Full Moon Saloon, Fletcher's Bar, et Bertha's.
De nombreuses salles légendaires de Baltimore ont fermé leurs portes notamment au niveau de la Pennsylvania Avenue. Le Royal Theater est simplement marqué d'une plaque commémorative après que celui-ci fut détruit en 1971. Une statue de Billie Holiday reste sur la Pennsylvania Avenue avec une plaque où il est écrit Je ne pense pas. Je chante. J'ai l'impression de jouer du cor. J'essaie d'improviser. Ce qui sort est ce que je ressens. Il existe aujourd'hui six salles importantes de concerts à Baltimore. Le Lyric Opera a été modélisé selon la Neues Gewandhaus de Leipzig en Allemagne. La salle fut rouverte après des rénovations en 1982.
On trouve aussi le Joseph Meyerhoff Symphony Hall qui ouvrit la même année et qui fut dessiné par Pietro Belluschi. Il accueille en permanence le Baltimore Symphony Orchestra. Belluschi réalisa également le Kraushaar Auditorium qui ouvrit ses portes en 1962. Le Joseph and Rebecca Meyerhoff Auditorium, situé au Baltimore Museum of Art, ouvert également en 1982, propose des concerts de la Baltimore Chamber Music Society. La salle Shriver Hall de l'université Johns Hopkins et la salle Miriam A. Friedberg du Peabody sont également importantes.

## Éducation
L'institut supérieur de formation en musique le plus important de la ville est le conservatoire de musique du Peabody Institute fondé en 1857 bien que les premières formations ne soient apparues qu'en 1868. À l'origine d'un don de George Peabody pour fonder l'Academy of Music, celle-ci devint le conservatoire en 1872. Lucien Southard fut le premier directeur du conservatoire. En 1977, le conservatoire devint affilié à l'université Johns Hopkins University.
La région de Baltimore accueille également d'autres institutions d'enseignement de la musique au niveau des universités Towson State University, de Goucher College et de Morgan State University, Coppin State University, Morgan State University, et Bowie State University.
La bibliothèque Arthur Friedham Library collecte les sources relatives à la musique à Baltimore. L'université Johns Hopkins possède la bibliothèque de Milton S. Eisenhower Library accueille plus de 40 000 pièces.